# 2013年社会民主党党首選挙
2013年社会民主党党首選挙（2013ねんしゃかいみんしゅとうとうしゅせんきょ）とは、2013年（平成25年）10月14日行われた社会民主党の党首を選出するための選挙である。選挙の結果吉田忠智が当選した。

## 概要
社会民主党は1996年に前身の日本社会党から党名変更をして以降、議席を徐々に減らし、小規模政党へと転落していた。現党首の福島瑞穂は2003年の党首就任以降、人材不足もあって10年の長きにわたり党首にとどまり続けていたが、第23回参議院議員通常選挙（2013年7月21日投開票）で獲得議席数が過去最低の1議席（比例区）にとどまり、また衆参両院の総議席数が公職選挙法などの定める政党要件の下限である5議席に落ち込んだため、責任をとって党首を辞任した。8月7日、幹事長の又市征治が党首代行に就任した。
公示日までに2名が立候補したため、選挙が行われることとなった。党首選の選挙は、旧社会党時代以来17年ぶりのこととなった。

## 党首選概要

### 日程
- 9月27日 - 告示
- 10月12日、13日 - 投票
- 10月14日 - 開票

### 立候補者
|  | 吉田忠智 | 参議院議員（比例区選出） 党政策審議会長 |
|  | 石川大我 | 豊島区議会議員                          |

## 選挙の結果
|          | 得票数 |
| -------- | ------ |
| 吉田忠智 | 9986票 |
| 石川大我 | 2239票 |

## エピソード
福島が後継党首指名もせず、後継党首選出方法も定めないまま辞任したため、後継党首選出方法から検討することになり、又市征治幹事長へ代表を異動する届出を8月7日に行い、次期党首が決定するまでの当面の間、党首代行を務める事となった。
後継党首選出方法の策定は混迷を極め、ようやく後継党首を決める党首選を9月27日告示、10月12日、13日に投票、14日に開票を行う日程を決定したのは、福島の辞任から一月以上経った8月29日の常任幹事会においてだった。
党首代行を務める又市が正式就任するのが既定路線と見られた中、当の又市は「衆院小選挙区で勝った人がやるべきだ」等と主張して照屋寛徳国対委員長を推す意向を示したが固辞されると、自らの主張を一転させて政審会長で参議院比例区選出の吉田忠智を擁立することを9月26日に決定した。一方、東京都豊島区議会議員の石川大我も同月25日に立候補を表明し、立候補に必要な党員200名の推薦を得た他、東京都連も推薦を決定した。これにより1996年に党名を変更して以来初、旧社会党時代から数えても17年ぶりの党首選挙が実施されることになった。
党首選のノウハウのない選挙戦で、党本部には、ほぼ連日「投票箱がない」「離島で夜まで投票して翌朝に県連本部まで届けるのは物理的に無理」などといった、様々な問い合わせが党本部に寄せられたが、ノウハウを持ち合わせていない党本部は「そちらで考えてほしい」と対応を地方組織に丸投げする有様で、その結果、北海道では、段ボールに紙を貼った即席の投票箱を設置するしかない投票所が出来たり、沖縄では離島の有権者は郵送で受け付けることとなるなど、混迷を極めた。